# Grand Prix Jef Scherens 2007
La 41e édition du Grand Prix Jef Scherens a eu lieu le 7 septembre 2007. Elle a été remportée par le Néerlandais Bram Tankink.

## Classement final
Bram Tankink remporte la course en parcourant les 183,3 km en 4 h 16 min 0 s à la vitesse moyenne de 42,891 km/h ; 179 coureurs ont pris le départ.
| Classement final | Classement final  | Classement final | Classement final                      | Classement final  |
|                  | Coureur           | Pays             | Équipe                                | Temps             |
| ---------------- | ----------------- | ---------------- | ------------------------------------- | ----------------- |
| 1er              | Bram Tankink      | Pays-Bas         | Quick Step-Innergetic                 | en 4 h 16 min 0 s |
| 2e               | Janek Tombak      | Estonie          | Jartazi-Promo Fashion                 | + 10 s            |
| 3e               | Frédéric Amorison | Belgique         | Landbouwkrediet-Tönissteiner          | m.t               |
| 4e               | Matti Helminen    | Finlande         | DFL-Cyclingnews-Litespeed             | m.t               |
| 5e               | Sven Renders      | Belgique         | Chocolade Jacques-Topsport Vlaanderen | + 20 s            |
| 6e               | René Jørgensen    | Danemark         | Designa Køkken                        | m.t               |
| 7e               | Robert Retschke   | Allemagne        | Wiesenhof-Felt                        | m.t               |
| 8e               | Matthé Pronk      | Pays-Bas         | Unibet.com                            | m.t               |
| 9e               | René Obst         | Allemagne        | 3C-Gruppe Lamonta                     | + 27 s            |
| 10e              | Sergey Kolesnikov | Russie           | Unibet.com                            | + 1 min 34 s      |
| modifier         |                   |                  |                                       |                   |